# جبل سفين
جبل سفين (بالكردية: چياى سەفين)‏ هو جبل يقع في قضاء شقلاوة في محافظة أربيل، يبلغ ارتفاعه حوالي 1800 متر فوق سطح البحر.